# V391 Пегаса
V391 Пегаса (GSC 02212-01369) — белый субкарлик с массой около 0,5 солнечной массы. Эта далекая и очень старая звезда (она удалена от Солнца на 1400 ± 180 пк, её возраст превышает 10 млрд лет) прошла долгий эволюционный путь и теперь находится на горизонтальной ветви диаграммы Герцшпрунга — Рассела. Малая масса, компактные размеры (её радиус составляет всего 0,23 радиуса Солнца) и высокая температура поверхности этой звезды (около 30 тыс. К) говорят о том, что протяженную водородную оболочку этой звезды уже сдуло звездным ветром. Звезда совершает колебания с периодом около 6 минут.

## Планетная система
Экзопланета V391 Пегаса b открыта методом тайминга звёздных пульсаций в 2007 году.